# Villa rustica de la Văleni
Villa rustica este situată în intravilanul localității Văleni din județul Harghita, în punctul numit Pârâul viilor. 

## Legături exerne
- Roman castra from Romania (includes villae rusticae) - Google Maps / Earth Arhivat în 5 decembrie 2012, la Archive.is